# NGC 6367
NGC 6367 este o galaxie spirală situată în constelația Hercule. A fost descoperită în 5 iulie 1880 de către Édouard Stephan⁠(d).